# Kirchheim im Innkreis
Kirchheim im Innkreis – gmina w Austrii, w kraju związkowym Górna Austria, w powiecie Ried im Innkreis. Liczy 719 mieszkańców (1 stycznia 2015).